# Сарани
Сарани (на руски: Сараны) е селище от градски тип в Русия, разположено в Горнозаводски район, Пермски край. Населението му към 1 януари 2018 година е 975 души.